# Phalanx CIWS

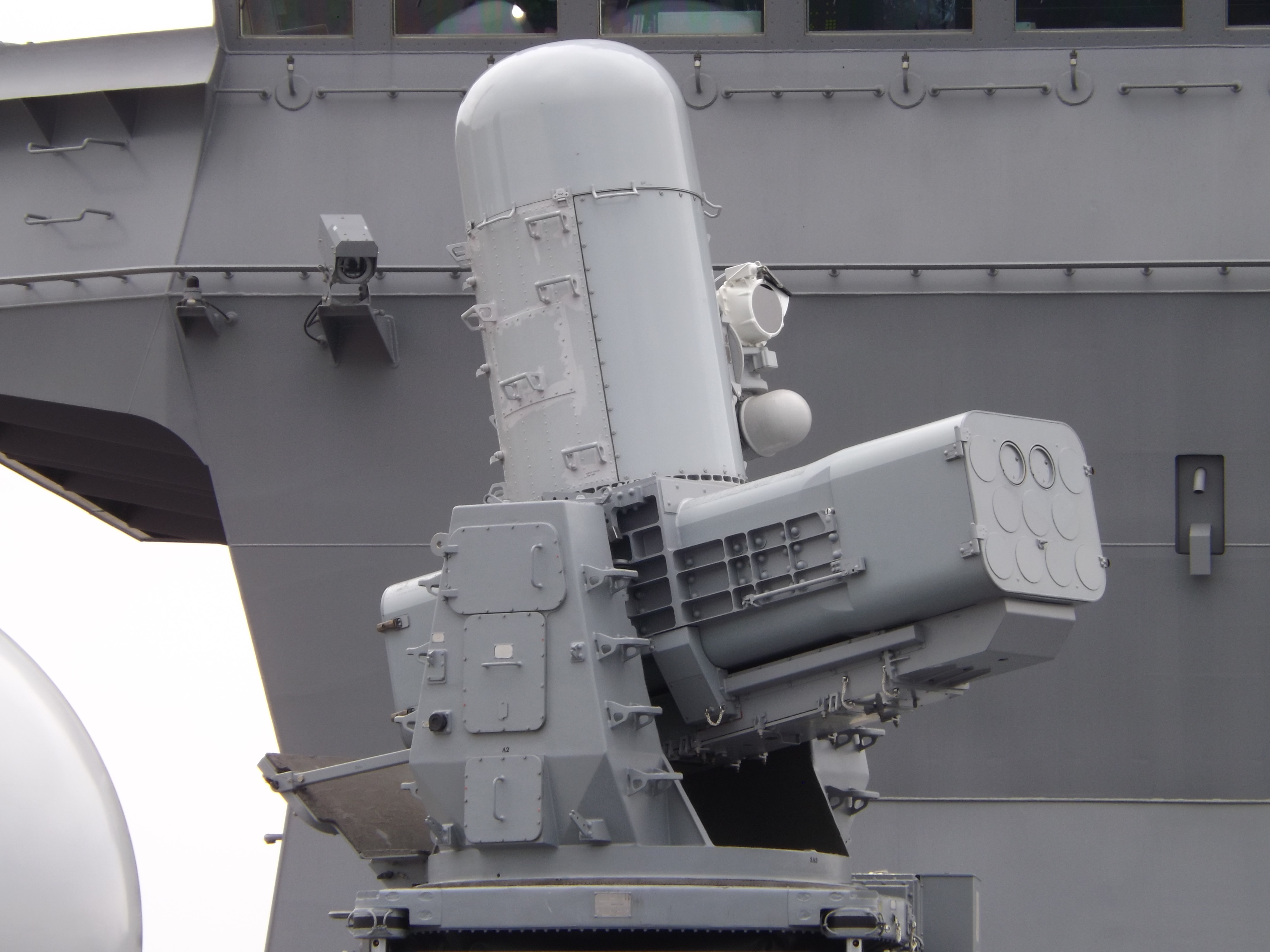
SeaRAM del portahelicòpters japonès JS Izumo.

El  Phalanx  és un sistema d'armament de proximitat (més conegut com a CIWS per les sigles en anglès) d'origen nord-americà. Desenvolupat i produït per General Dynamics (en l'actualitat Raytheon), el sistema Phalanx ha estat instal·lat en nombrosos vaixells de diversos tipus des de la dècada de 1980, sent el seu principal comès la defensa enfront de míssils antivaixell, els quals pot destruir en ple vol.
El sistema està compost per un canó automàtic de calibre 20 mm M61 Vulcan fixat a una torreta orientable, un sistema automàtic de recàrrega, un sistema radar de dues antenes per a recerca i adquisició d'objectius, i un lloc d'operador remot capaç de funcionar automàticament. Ha estat millorat en diverses ocasions, tant en l'electrònica com amb la integració amb altres sistemes d'armes anti-míssil més moderns.

## Història
La producció del canó guiat per radar Phalanx  va començar l'any 1978 com a sistema naval defensiu destinat a països OTAN i aliats preferents dels Estats Units, per fer front a la creixent amenaça dels míssils antivaixell de la Unió Soviètica, durant la Guerra Freda, els quals estaven sent millorats constantment en abast i velocitat. A diferència d'altres armes, el  Phalanx  és un sistema de defensa integrat i amb un alt grau d'autonomia, que no necessita components addicionals en el disseny vaixell, pot ser instal·lat fàcilment sobre la coberta del vaixell, sent ideal per a unitats de suport i de segona línia.
El primer vaixell a ser equipat amb el  Phalanx  va ser el portaavions USS Coral Sea i des de llavors forma part de l'armament de tota mena de vaixells de superfície de la Marina dels Estats Units, de patrullers del servei de guardacostes dels Estats Units i de les marines d'almenys altres 14 països aliats. A data octubre de 2009 havien estat construïts 927 sistemes Phalanx.

## Modificacions

### Centurion C-RAM
És una versió terrestre utilitzada dissenyada com adaptació directa de la versió naval. Bàsicament és un Phalanx 1B incorporat a un remolc amb generador elèctric. Va ser desenvolupat l'any 2004 per oferir defensa aèria contra coets i projectils de morter a les bases dels Estats Units a l'Iraq.
Es va iniciar el desplegament a l'Iraq el 2005, on es va establir per protegir bases d'operacions i altres llocs d'alt valor al voltant de la capital, Bagdad. Israel n'ha adquirit un sistema per realitzar-hi proves, i és possible que estigui considerant comprar el sistema per fer front als atacs amb coets enemics i defensar instal·lacions militars.
Cada sistema es compon d'un CIWS Phalanx 1B modificat, alimentat per un generador connectat i muntat al remolc d'un camió per permetre la mobilitat. Armat amb un canó automàtic de calibre 20 mm M61A1 és capaç de disparar de 1.500 a 2.000 trets per minut. El 2008 hi havia més de vint sistemes terrestres CIWS per a protecció de les bases d'operacions en l'àrea de Comandament Central dels EUA. Un portaveu de Raytheon va dir a Navy Times que 105 atacs van ser interceptats, la majoria deguts a morters. Basat en l'èxit del sistema Centurion es van encarregar 23 sistemes addicionals el setembre de 2008.
Igual que la versió del sistema de defensa naval el Centurion utilitza un radar de banda Ku i un sistema FLIR, per detectar i rastrejar els projectils. També és capaç d'atacar objectius de superfície, amb una elevació mínima de -25 graus, i amb un abast màxim que permet defensar una àrea d'1,2 quilòmetres quadrats. Una diferència important entre el nou sistema terrestre i les variants navals és l'elecció de la munició. Mentre que els sistemes Phalanx navals utilitzen cartutxos de tungstè perforants, la C-RAM utilitza munició M246 o M940 (d'alt explosiu incendiari amb traçador i auto-destrucció). Aquestes municions exploten en impactar amb el blanc, o quan s'esgota el traçador, reduint molt el risc de danys col·laterals.

### SeaRAM
Es tracta d'una modificació que manté el sistema general i de guiatge del Phalanx però substitueix el canó automàtic per un llançador amb 11 míssils aire-superfície RIM-116 de guiatge infraroig, permetent un abast i precisió molt majors que la versió original.

## Operadors
- Austràlia[4]
- Bahrain[4]
- Canadà[4]
- Grècia[5]
- Egipte[6]
- Israel[4]
- Japó[6]
- Mèxic[7]
- Nova Zelanda[4]
- Pakistan[4]
- Polònia[4]
- Portugal[6]
- Aràbia Saudita[4]
- South Korea[8]
- Tailàndia[9]
- Turquia
- Taiwan[4]
- Regne Unit[6]
- Estats Units[6]